# Professional Association of Diving Instructors
La Professional Association of Diving Instructors (PADI) (en español: Asociación Profesional de Instructores de Buceo) es la certificadora de buceo más grande y reconocida del mundo y la que cuenta con más buceadores certificados buceo. Fue fundada en 1966 por John Cronin y Ralph Erickson. Cronin era originalmente instructor en la NAUI cuando decidió formar su propia organización con Erickson, y dividir el entrenamiento de buceo en diferentes cursos a diferencia del curso universal que prevalecía en ese momento.
Los cursos PADI van desde niveles de ingreso (como "Scuba Diver" y "Open Water Diver"") a "Master Scuba Diver" y un rango de certificaciones de instructor. A través de la afiliación, Diving Science and Technology (DSAT), ofrece varios cursos de buceo técnico, incluido el buceo de descompresión, buceo con Trimix y mezcla de gases. 
El sistema PADI está compuesto de módulos con objetivos estandarizados de aprendizaje divididos en teoría y habilidades prácticas. La teoría es principalmente transmitida a través del estudio mediante libros, entrenamiento computarizado unsando CD-ROMs o aprendizaje en línea. Todas las opciones de estudio son suplementadas con un video para ayudar al estudiante de buzo a visualizar lo que ha leído. La confirmación del nivel del buzo en el conocimiento estandarizado se da por un instructor. Las habilidades prácticas son adquiridas a través de entrenamiento en aguas confinadas (piscinas o aguas poco profundas) y evaluaciones del desempeño en el buceo de aguas abiertas. Con la conclusión de cada curso se le da una certificación al alumno.
Los cursos PADI son programas basados en el desempeño de buceo, y el nivel introductorio hace hincapié en el conocimiento práctico, la seguridad y las habilidades motoras. Los fundamentos de la física de buceo, la fisiología y la química son adquiridos durante los programas de nivel de ingreso. Los detalles más complejos de estos conceptos se dejan para los cursos posteriores, cuando el buceador ha adquirido conocimientos prácticos y experiencia más allá del nivel de ingreso. Estas prácticas siguen la actual filosofía moderna de aprendizaje y actualizaciones regulares a través de revisión por pares.
PADI es miembro del World Recreational Scuba Training Council.

## Proyecto AWARE
En 1995, PADI fundó el Proyecto AWARE para ayudar a conservar los entornos subacuáticos. La formación del proyecto AWARE se ha integrado en la mayoría de los cursos y a los buzos se les ofrece la oportunidad de intercambiar su certificado normal por un certificado de AWARE, haciendo una donación al programa cuando envían su solicitud de un nuevo certificado.

## Afiliaciones
"Emergency First Response" es una filial de PADI proporciona la formación en RCP y primeros auxilios, tanto para la persona común y como para el lugar de trabajo.
"Publishing Corporation" desarrolla actualmente oceanografía para los programas de la escuela secundaria y las instalaciones educativas de nivel superior.
Diving Science and Technology Corporation (DSAT) es la rama de desarrollo del Planificador de Buceo Recreativo y del programa PADI Tec-Rec.

## Cursos PADI sin certificación
- PADI Discover Scuba Diving
- PADI Discover Snorkeling

## Cursos PADI para niños
- PADI Seal Team (Desde los 8 años en adelante)
- PADI Bubble Maker (Desde los 8 años en adelante)

## Certificaciones PADI para buceo recreativo

El sistema de formación PADI.

Cada una de estas certificaciones tiene unos requisitos propios que se deben cumplir para poder conseguirse. Principalmente, los requisitos de los cursos PADI se fundamentan en tener una cierta edad y tener una certificación de buceo de cierto rango (excepto en las de menor nivel).
- PADI Skin Diver (Snorkeling)
- PADI Junior Scuba Diver
- PADI Scuba Diver
- PADI Junior Open Water Diver
- PADI Open Water Diver
- PADI National Geographic Diver
- PADI Adventure Diver
- PADI Advanced Open Water Diver
- PADI Rescue Diver[6]
- PADI Speciality Courses
- PADI Master Scuba Diver

## Cursos PADI especializados
PADI provee varios cursos de especialización como por ejemplo:
- PADI Altitude Diver Speciality Course para el buceo en altura.
- PADI Boat Diver Speciality Course
- PADI Cavern Diver Specialty Course para el buceo en cavernas
- PADI Deep Diver Specialty Courses
- PADI Digital Underwater Photographer Specialty Course
- PADI Diver Propulsion Vehicle Specialty Course
- PADI Drift Diver Specialty Course
- PADI Dry Suit Diver Speciality Course, para el uso de traje seco
- PADI Emergency Oxygen Provider Course
- PADI Enriched Air Diver Speciality Course[5]
- PADI Equipment Specialist Specialty Course
- PADI Ice Diver Specialty Course
- PADI Multilevel Diver Specialty Course
- PADI Night Diver Specialty Course
- PADI Peak Performance Buoyancy Specialty Course
- PADI Project AWARE Coral Reef Conservation Specialty Course
- PADI Project AWARE Fish Identification Specialty Course
- PADI Project AWARE Specialty Course
- PADI Search and Recovery Specialty Course
- PADI Semiclosed Rebreather Course Specialty Course[12]
- PADI Underwater Naturalist Specialty Course
- PADI Underwater Navigator Specialty Course
- PADI Underwater Photographer Specialty Course
- PADI Underwater Videographer Specialty Course
- PADI Wreck Diver Specialty Course

### Especialidades "Distintivas"
Como agregado a las especialidades anteriores, instructores PADI pueden preparar y enseñar (con la aprobación de PADI) sus propios cursos de especialidad, siendo muy abundantes las posibilidades. Algunos de los cursos representan aptitudes menos frecuentes tales como "Twin-set diver", "Full face-mask diver", "Surface Marker Buoy" y "Buceo avanzado en Naufragios". Otros son abstractos, ya sea con referencia a las habilidades o a la región (es posible tomar especialidades en "Golf ball diver", "Zen/Yoga diver", "Boda bajo el Agua" o sitios específicos tales como el naufragio del RMS Rhone y el Spiegel Grove.).

## Certificaciones PADI profesionales
- PADI Divemaster
- PADI Assistant Instructor
- PADI Open Water Scuba Instructor (OWSI)
- PADI Specialty Instructor
- PADI Master Scuba Diver Trainer (MSDT)
- PADI IDC Staff Instructor
- PADI Master Instructor
- PADI Course Director

## Clasificación de centros de buceo de PADI
PADI ha deteriminado una clasificación de los centros de buceo asociados de acuerdo con los servicios y facilidades que cada uno ofrece.
| Tipo de centro de buceo                            | Descripción |
| -------------------------------------------------- | --- |
| PADI FIVE STAR DIVE CENTER                         | Ofrecen programas de educación, selección de equipo y experiencias con responsabilidad acuática en la comunidad local. |
| PADI FIVE STAR DIVE RESORT                         | Ofrecen programas de educación, selección de equipo y experiencias con responsabilidad acuática orientados tanto a buzos viajeros o buzos locales con facilidades para alimentación o alojamiento.                                                                                        |
| PADI FIVE STAR INSTRUCTOR DEVELOPMENT CENTER - IDC | Ofrecen las características de los "PADI FIVE STAR DIVE CENTER" y adicionalmente el entrenamiento a nivel de instructor. Estos centros cuentan con al menos un "PADI Course Director". |
| PADI FIVE STAR INSTRUCTOR DEVELOPMENT DIVE RESORT  | Ofrecen las características de los "PADI FIVE STAR DIVE RESORT" y adicionalmente el entrenamiento a nivel de instructor. Estos centros cuentan con al menos un "PADI Course Director". |
| PADI CAREER DEVELOPMENT CENTER - CDC               | Es una clasificación otorgada a los "PADI FIVE STAR INSTRUCTOR DEVELOPMENT CENTER" o "PADI FIVE STAR INSTRUCTOR DEVELOPMENT DIVE RESORT " que están dedicados a la formación de instructores o buzos profesionales. Ofrecen programas orientados como carreras en la industria del buceo. |
| PADI DIVE CENTER                                   | Estos centros se dedican a la venta al detal de equipo de buceo y formación a través de buzos con nivel de PADI Divemaster. En estos sitios los buzos pueden encontrar facilidades para compra o reparación de equipo venta de aire comprimido y actividades de buceo o viaje.            |
| PADI DIVE RESORT                                   | Descripción PADI |
| PADI DIVE BOAT                                     | Descripción PADI |
| PADI RECREATIONAL FACILITY                         | Descripción PADI |
| PADI TECREC® CENTER                                | Descripción PADI |
| PADI GREEN STAR™ AWARD                             | Descripción PADI |
| 100% AWARE DIVE CENTERS AND RESORTS                | Descripción PADI |
| ACCESS FOR ALL                                     | Descripción PADI |
| PADI SWIM SCHOOL                                   | Descripción PADI |